# 최성석
최성석(崔成石, 1932년~1980년 8월 8일)은 대한민국의 정치인이다. 제9·10대 국회의원을 지냈다.

## 학력
- 고려대학교경제학과졸업
- 중앙대학교대학원수료

## 경력
- 제9대 국회의원(진안ㆍ무주ㆍ장수) 신민당
- 제10대 국회의원(진안ㆍ무주ㆍ장수) 신민당
- 민주당창당발기인
- 민주당장수군당위원장
- 민주당진안ㆍ무주ㆍ장수지구당위원장
- 신민당전북제3지구당위원장
- 신민당기관지민주전선주간
- UNESCO한국위원

## 역대 선거 결과
|  | 13.71% |

|  | 12.97% |

|  | 12.94% |

|  | 49.58% |

|  | 32.19% |

|  | 25.35% |